# HIP 9642
HIP 9642 est un système hiérarchique constitué de trois étoiles de la constellation du Phénix.
La structure du système est la suivante :
|  | Aa |
|  |    |
|  | Ab |
|  |    |

|  | B |
|  |   |

|  | Aa |
|  |    |
|  | Ab |
|  |    |

|  | B |
|  |   |

La paire centrale est une binaire spectroscopique à raies doubles dont les deux composantes, HIP 9642 Aa et Ab, ont une période de 4,8 jours.
La troisième étoile, HIP 9642 B, forme une binaire visuelle avec la paire centrale d'une période de 420 ans.